# ハンター・ドジャース
もしかして
- ハンター・ドージャー

ではありませんか？